# 連邦刑務所局
連邦刑務所局（れんぽうけいむしょきょく、英：Federal Bureau of Prisons、BOP）は、アメリカ合衆国司法省の傘下にある連邦機関である。

## 概要
連邦刑務所や連邦法による死刑執行を監督している。また、矯正局や連邦囚人医療センターの運営も行っている。